# 畢比氏毛頜鮟鱇
畢比氏毛頜鮟鱇為輻鰭魚綱鮟鱇目棘茄魚亞目奇鮟鱇科的其中一種，為深海魚類，分布於中東太平洋夏威夷群島，大西洋馬德拉群島及百慕達群島海域，棲息深度0-1100公尺，體長可達11.5公分，生活習性不明，不具任何經濟價值。